# Der falsche Schein (1915)
Der falsche Schein ist ein deutsches Stummfilmkriminaldrama aus dem Jahre 1915 von Willy Zeyn senior mit Felix Basch, Johanna Terwin und Ludwig Trautmann in den Hauptrollen.

## Handlung
Gordon Bell ist ein eleganter Verbrecher, der einem Falschmünzerring vorsteht. Seit einiger Zeit hat er sich in die adelige Hilde von Erbach verliebt. Trotz ihres Desinteresses stellt er ihr nach. Hilde fühlt sich eng mit dem Herr von Gandersheim verbunden. Bell spürt von Mal zu Mal immer mehr Hass gegen den Nebenbuhler aufsteigen, sodass er ihm eines Tages auflauert und erdolchen will. Dabei wird Hildes Liebster verletzt. Bells Heißblütigkeit hat ihn unvorsichtig werden lassen, und man kommt ihm auch in der Falschgeldangelegenheit auf die Spur. Mit Hilfe eines Kriminalbeamten lockt Hilde den Verbrecher in eine Falle, sodass er verhaftet und der Geldfälscherring ausgehoben werden kann.

## Produktionsnotizen
Der falsche Schein entstand wohl zum Jahresbeginn 1915 im Union-Atelier von Berlin-Tempelhof, passierte die Filmzensur im März desselben Jahres und erlebte seine Premiere kurz darauf. Der Dreiakter besaß eine Länge von etwa 1000 Meter. 

## Kritiken
Der Kinematograph schrieb zu dem Drehbuchautor Hans Hyan, der hier auch einen Auftritt absolviert hatte („in der Rolle eines Kriminalbeamten, die er recht interessant zu gestalten weiss“): „Es ist erstaunlich, wie wirksam diese schlicht-naturalistischen Films von Hyan trotz Stuart Webbs und Sherlock Holmes wirken.“
Das Grazer Tagblatt nannte den Krimi „eine der spannendsten und besten Detektiverzählungen“ der damaligen Filmprogramms: „Ausgezeichnetes Spiel und vorzügliche Regie sind … diesem Werke eigen.“
Die Marburger Zeitung befand: „Der Film ist spannend, in Darstellung und Photographie ausgezeichnet“.
Die Kärntner Zeitung wiederum meinte, der Film „wirkt mehr durch schöne Ausstattung und durch das künstlerische Spiel der Darsteller als durch Intrige und Erfindung.“